# Leichtathletik-Europameisterschaften 1962/110 m Hürden der Männer

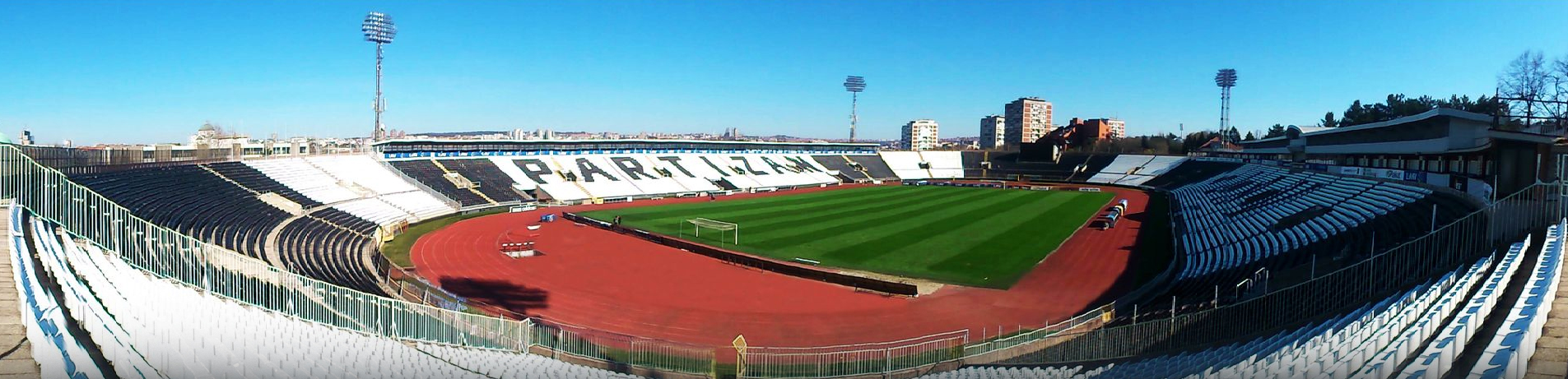
Panoramablick auf das Partizan-Stadion 2014 – 52 Jahre
nach den dortigen Europameisterschaften

Der 110-Meter-Hürdenlauf der Männer bei den Leichtathletik-Europameisterschaften 1962 wurde am 13., 15. und 16. September 1962 im Belgrader Partizan-Stadion ausgetragen.
Mit Gold und Bronze gewannen die sowjetischen Hürdensprinter zwei Medaillen. Europameister wurde Anatoli Michailow. Er gewann vor dem Italiener Giovanni Cornacchia. Bronze ging an Nikolai Beresuzki.

## Rekorde

### Bestehende Rekorde
| Weltrekord           | 13,2 s | Martin Lauer | Zürich, Schweiz        | 7. Juli 1959    |
| Weltrekord           | 13,2 s | Lee Calhoun  | Bern, Schweiz          | 21. August 1960 |
| Europarekord         | 13,2 s | Martin Lauer | Zürich, Schweiz        | 7. Juli 1959    |
| Meisterschaftsrekord | 13,7 s | Martin Lauer | EM Stockholm, Schweden | 24. August 1958 |

Der bestehende EM-Rekord wurde bei diesen Europameisterschaften nicht erreicht. Die schnellste Zeit erzielte der sowjetische Europameister Anatoli Michailow mit 13,8 s im Finale bei einem Gegenwind von 0,1 m/s. Damit verfehlte er den Rekord um eine Zehntelsekunde. Zum Welt- und Europarekord fehlten ihm sechs Zehntelsekunden.

### Rekordverbesserung
Es wurde ein neuer Landesrekord aufgestellt:

13,8 s – Anatoli Michailow (Sowjetunion), Finale am 16. September bei einem Gegenwind von 0,1 m/s

## Vorrunde
13. September 1962
Die Vorrunde wurde in vier Läufen durchgeführt. Die ersten drei Athleten pro Lauf – hellblau unterlegt – qualifizierten sich für das Halbfinale. Darüber hinaus wurde der im ersten Vorlauf viertplatzierte Klaus Nüske für das Halbfinale zugelassen. Der Grund dafür bleibt unklar.

### Vorlauf 1
Wind: +2,3 m/s
| Platz | Name                  | Nation           | Zeit (s) |
| ----- | --------------------- | ---------------- | -------- |
| 1     | Nikolai Beresuzki     | Sowjetunion      | 14,2     |
| 2     | Walentin Tschistjakow | Sowjetunion      | 14,2     |
| 3     | Giorgio Mazza         | Italien          | 14,3     |
| 4     | Klaus Nüske           | Deutschland      | 14,3     |
| 5     | Ivan Čierny           | Tschechoslowakei | 14,6     |

### Vorlauf 2
Wind: +3,3 m/s
| Platz | Name                    | Nation         | Zeit (s) |
| ----- | ----------------------- | -------------- | -------- |
| 1     | Stanko Lorger           | Jugoslawien    | 14,4     |
| 2     | Bob Birrell             | Großbritannien | 14,4     |
| 3     | Klaus Schiess           | Schweiz        | 14,7     |
| 4     | Hans-Werner Regenbrecht | Deutschland    | 15,2     |
| 5     | Emilio Campra           | Spanien        | 15,4     |
| DNF   | Nereo Svara             | Italien        |          |
| DNF   | Marcel Duriez           | Frankreich     |          |

### Vorlauf 3
Wind: +3,3 m/s
| Platz | Name               | Nation           | Zeit (s) |
| ----- | ------------------ | ---------------- | -------- |
| 1     | Anatoli Michailow  | Sowjetunion      | 14,0     |
| 2     | Georgios Marsellos | Griechenland     | 14,2     |
| 3     | Wilfried Geeroms   | Belgien          | 14,5     |
| 4     | Jiří Černošek      | Tschechoslowakei | 14,7     |

### Vorlauf 4
Wind: +3,4 m/s
| Platz | Name                | Nation         | Zeit (s) |
| ----- | ------------------- | -------------- | -------- |
| 1     | Michel Chardel      | Frankreich     | 14,0     |
| 2     | Laurie Taitt        | Großbritannien | 14,0     |
| 3     | Giovanni Cornacchia | Italien        | 14,0     |
| 4     | Edward Bugała       | Polen          | 14,4     |
| 5     | Milad Petrušić      | Jugoslawien    | 14,6     |
| 6     | Herbert Stürmer     | Deutschland    | 14,6     |
| DSQ   | Çetin Şahiner       | Türkei         |          |

## Halbfinale
15. September 1962, 18.10 Uhr
In den beiden Halbfinalläufen qualifizierten sich die jeweils ersten drei Athleten – hellblau unterlegt – für das Finale. Da es im ersten Halbfinalrennen zwei drittplatzierte Läufer gab und sich so beide qualifiziert hatten, wurde das Finalfeld auf sieben Läufer aufgestockt.

### Lauf 1
Wind: −1,1 m/s
| Platz | Name                  | Nation         | Zeit (s) |
| ----- | --------------------- | -------------- | -------- |
| 1     | Walentin Tschistjakow | Sowjetunion    | 14,3     |
| 2     | Giovanni Cornacchia   | Italien        | 14,3     |
| 3     | Stanko Lorger         | Jugoslawien    | 14,5     |
| 3     | Michel Chardel        | Frankreich     | 14,5     |
| 5     | Bob Birrell           | Großbritannien | 14,5     |
| 6     | Klaus Nüske           | Deutschland    | 14,5     |
| 7     | Klaus Schiess         | Schweiz        | 15,0     |

### Lauf 2
Wind: −2,4 m/s
| Platz | Name               | Nation         | Zeit (s) |
| ----- | ------------------ | -------------- | -------- |
| 1     | Anatoli Michailow  | Sowjetunion    | 14,1     |
| 2     | Nikolai Beresuzki  | Sowjetunion    | 14,3     |
| 3     | Giorgio Mazza      | Italien        | 14,3     |
| 4     | Laurie Taitt       | Großbritannien | 14,4     |
| 5     | Wilfried Geeroms   | Belgien        | 14,5     |
| 6     | Georgios Marsellos | Griechenland   | 14,9     |

## Finale

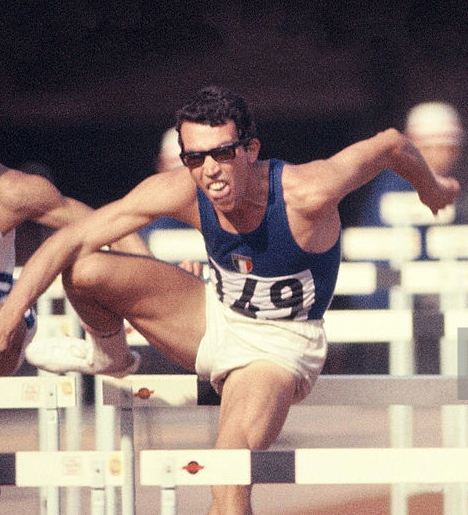
Giorgio Mazza belegte im Finale wie schon bei den Europameisterschaften 1958 den fünften Platz
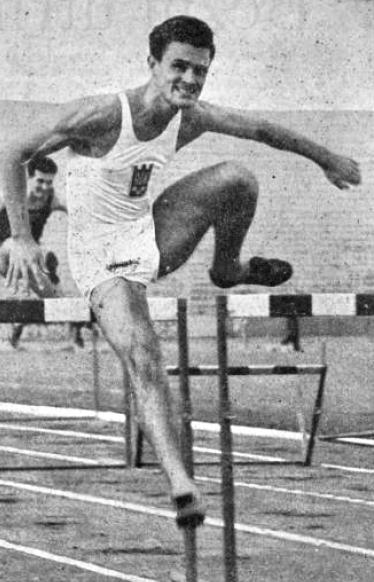
Der Vizeeuropameister von 1958 Stanko Lorger kam auf Rang sieben

16. September 1962, 17.15 Uhr
Wind: −0,1 m/s
| Platz | Name                  | Nation      | Zeit (s) |
| ----- | --------------------- | ----------- | -------- |
| 1     | Anatoli Michailow     | Sowjetunion | 13,8 NR  |
| 2     | Giovanni Cornacchia   | Italien     | 14,0     |
| 3     | Nikolai Beresuzki     | Sowjetunion | 14,2     |
| 4     | Michel Chardel        | Frankreich  | 14,2     |
| 5     | Giorgio Mazza         | Italien     | 14,3     |
| 6     | Walentin Tschistjakow | Sowjetunion | 14,4     |
| 7     | Stanko Lorger         | Jugoslawien | 14,5     |